# ICN Business School
ICN Business School este o școală europeană de afaceri cu sediul în La Défense, Berlin, Nürnberg și Nancy. A fost fondată în 1905. ICN se numără printre cele mai bine cotate școli de afaceri din lume: în 2019, a fost clasată pe locul șaizeci și nouă în lista celor mai bune școli de afaceri europene publicată de Financial Times. ICN oferă, de asemenea, un program de doctorat și diferite programe de master în administrație specializate în marketing, finanțe, antreprenoriat și alte discipline. Programele școlii sunt triplu-acreditate de AMBA, EQUIS și AACSB. Peste 15.000 de elevi au trecut prin școală și au continuat să ocupe funcții de responsabilitate în lumea afacerilor și a politicii, precum Nicolas Thévenin (Arhiepiscop catolic francez) și Masséré Touré (politic ivorian).